# NTTデータクリエイション
エヌ・ティ・ティ・データ・クリエイション株式会社は、かつて日本にあったシステムインテグレーターである。SI専業事業者NTTデータの子会社であった。

## 沿革
- 1990年 会社設立（東京都港区西新橋）。航空管制関連システムへ参画。人材派遣事業を開始。
- 1991年本社所在地を東京都港区芝（芝Aビル）へ移転。
- 1993年自動車登録関連システムへ参画。
- 1996年地方公共団体のシステム開発へ参画。
- 1997年本社所在地を東京都港区港南（Wビル）へ移転。
- 1998年労働保険関連システムへ参画。
- 2003年本社所在地を東京都千代田区丸の内（岸本ビルヂング）へ移転。
- 2008年10月1日　NTTデータクリエイション、NTTデータソリューション、NTTデータテクノロジ、NTTデータシステムサービスのNTTデータ公共分野グループ会社4社が統合し、NTTデータアイとなる。存続会社はNTTデータクリエイション。